# Episodi di Room 222 (terza stagione)
La terza stagione della serie televisiva Room 222 è stata trasmessa in anteprima negli Stati Uniti d'America dalla ABC tra il 17 settembre 1971 e il 3 marzo 1972.
| nº | Titolo originale                | Titolo italiano | Prima TV USA      | Prima TV Italia |
| -- | ------------------------------- | --------------- | ----------------- | --------------- |
| 1  | K-W-W-H                         |                 | 17 settembre 1971 |                 |
| 2  | The Stutterer                   |                 | 24 settembre 1971 |                 |
| 3  | America's Guest                 |                 | 1º ottobre 1971   |                 |
| 4  | Welcome Back, Miss Brown        |                 | 8 ottobre 1971    |                 |
| 5  | Hi, Dad                         |                 | 15 ottobre 1971   |                 |
| 6  | Suitable for Framing            |                 | 22 ottobre 1971   |                 |
| 7  | Hail and Farewell               |                 | 29 ottobre 1971   |                 |
| 8  | Who Is Benedict Arnold?         |                 | 5 novembre 1971   |                 |
| 9  | Stay Awhile, Mr. Dream Chaser   |                 | 12 novembre 1971  |                 |
| 10 | Dixon's Raiders                 |                 | 19 novembre 1971  |                 |
| 11 | What Is a Man?                  |                 | 3 dicembre 1971   |                 |
| 12 | The Sins of the Fathers         |                 | 10 dicembre 1971  |                 |
| 13 | They Love Me, They Love Not     |                 | 17 dicembre 1971  |                 |
| 14 | The Fading of the Elegant Beast |                 | 31 dicembre 1971  |                 |
| 15 | House Made of Dark Mist         |                 | 7 gennaio 1972    |                 |
| 16 | Where Is It Written?            |                 | 14 gennaio 1972   |                 |
| 17 | And in This Corner...           |                 | 21 gennaio 1972   |                 |
| 18 | We Hold These Truths            |                 | 28 gennaio 1972   |                 |
| 19 | Suing Means Saying You're Sorry |                 | 4 febbraio 1972   |                 |
| 20 | I Gave My Love                  |                 | 11 febbraio 1972  |                 |
| 21 | The Witch of Whitman High       |                 | 18 febbraio 1972  |                 |
| 22 | The Quitter                     |                 | 25 febbraio 1972  |                 |
| 23 | There's No Fool Like...         |                 | 3 marzo 1972      |                 |